# 早月加積站
早月加積站（日语：／ Hayatsuki-Kazumi eki */?）是隸屬於富山地方鐵道的鐵路車站，座落於富山縣滑川市，車站編號為T20。本站只停靠各停普通列車及上午一班急行列車，其他上行和全部下午繁忙時間的急行列車均不會停靠本站，為無人站。

## 車站結構

### 站房
建有木製單層站房一座，開站至今一直使用。前方為候車室，設有一張候車用長木椅；後方為已停用的站務室，右側旁邊為通往月台的通道及開放式閘口，通過後前方即為2號月台，橫過路軌上的平交道後，可前往對面的1號月台候車。

### 月台配罱
設有側式月台兩座，有效長度為4輛。靠近站房的月台為側線，遠離站房的月台是主線。如非避車，基本上上、下行列車均會使用遠離站房的主線道月台。
| 月台編號       | 路線  | 方向 | 目的地                         | 備註             |
| -------------- | ----- | ---- | ------------------------------ | ---------------- |
| 1 （遠離站房） | ■本線 | 上行 | 電鐵富山方向                   | 主要乘降月台     |
| 1 （遠離站房） | ■本線 | 下行 | 電鐵黑部、舌山、宇奈月溫泉方向 | 主要乘降月台     |
| 2 （靠近站房） | ■本線 | 上行 | 電鐵富山方向                   | 列車交換時才使用 |
| 2 （靠近站房） | ■本線 | 下行 | 電鐵黑部、舌山、宇奈月溫泉方向 | 列車交換時才使用 |

## 歷史
- 1950年3月23日：開業。
- 2019年3月16日：增設車站編號[1]。

## 使用情況
| 1日乘降人員推算 | 1日乘降人員推算 |
| 年度            | 1日平均人數     |
| --------------- | --------------- |
| 2011年          | 110             |
| 2012年          | 111             |
| 2013年          | 107             |
| 2014年          | 105             |
| 2015年          | 107             |

## 相鄰車站
富山地方鐵道
■本線
特急「宇奈月」、「阿爾卑斯」、大部份快速急行
通過
早上一班快速急行
滑川（T18）←早月加積（T20）←西魚津（T22）
普通
濱加積（T19）－早月加積（T20）－越中中村（T21）

## 外部連結
- 富山地方鐵道早月加積站公式網頁。 （页面存档备份，存于）（日語）